# Dancing with a Stranger
Dancing with a Stranger est un single du chanteur britannique Sam Smith et de la chanteuse américaine Normani. La chanson est écrite et composée par Smith, Normani, Jimmy Napes, Mikkel S. Eriksen, Tor Hermansen, et produite par Stargate, Napes, Tim Blacksmith et Danny D. Dancing with a Stranger est sortie par le label Capitol Records le 11 janvier 2019.

## Classements
| Classements(2019)                       | Meilleure position |
| --------------------------------------- | ------------------ |
| Australie (ARIA)                        | 6                  |
| Autriche (Ö3 Austria Top 40)            | 38                 |
| Belgique (Flandre Ultratop 50 Singles)  | 2                  |
| Belgique (Wallonie Ultratop 50 Singles) | 3                  |
| Canada (Hot 100)                        | 8                  |
| Tchéquie (IFPI Rádio)                   | 65                 |
| Danemark (Tracklisten)                  | 3                  |
| Finlande (Suomen virallinen lista)      | 15                 |
| France (SNEP)                           | 37                 |
| France (SNEP Ventes)                    | 11                 |
| Allemagne (Media Control AG)            | 37                 |
| Hongrie (Rádiós Top 40)                 | 24                 |
| Italie (FIMI)                           | 50                 |
| États-Unis (Hot 100)                    | 7                  |
| États-Unis (Adult Contemporary)         | 8                  |
| États-Unis (Adult Pop Songs)            | 1                  |
| États-Unis (Dance Club Songs)           | 39                 |
| États-Unis (Pop Airplay)                | 2                  |
| Japon (Hot 100)                         | 85                 |
| Pays-Bas (Nederlandse Top 40)           | 6                  |
| Pays-Bas (Single Top 100)               | 19                 |
| Nouvelle-Zélande (RMNZ)                 | 7                  |
| Norvège (VG-lista)                      | 7                  |
| Pologne (ZPAV)                          | 19                 |
| Portugal (AFP)                          | 18                 |
| Slovaquie (IFPI Rádio)                  | 67                 |
| Espagne (PROMUSICAE)                    | 66                 |
| Suède (Sverigetopplistan)               | 8                  |
| Suisse (Schweizer Hitparade)            | 17                 |
| Royaume-Uni (UK Singles Chart)          | 3                  |